# 대전동광초등학교
대전동광초등학교는 대한민국 대전광역시 동구 자양동에 있는 공립 초등학교이다.

## 학교 연혁
- 1936년 4월 13일 외남공립보통학교 개교(설립인가 3월 31일)
- 1938년 4월 1일 외남공립심상소학교 교명 개칭[1]
- 1941년 4월 1일 대전동광공립국민학교 교명 개칭[2]
- 1949년 9월 30일 자양국민학교(8학급) 분리
- 1979년 10월 1일 흥룡국민학교(7학급) 분리
- 1996년 3월 1일 대전동광초등학교로 개칭[3]
- 2022년 1월 7일 제81회 졸업(총 11,905명)
- 2022년 3월 1일 10학급 편성(특수학급 1학급 포함)
- 2023년 1월 6일 제82회 졸업(총 11,920명)
- 2023년 3월 1일 12학급 편성(특수학급 2학급 포함)
- 2024년 1월 10일 제83회 졸업(총 11,948명)
- 2024년 3월 1일 12학급 편성(특수학급 2학급 포함)

## 학교 상징
- 교화 - 개나리
  - 개나리는 우리 민족이 오랫동안 사랑해 온 꽃임
  - 이른 봄 샛노란 꽃이 사람들에게 맨 먼저 봄소식을 전한다. 우리 어린이들도 남의 앞에 서서 활동을 전개하기를 바라는 마음이 담겨 있다.
- 교목 - 목백합
  - 목백합은 벌레가 침범치 못하는 독특한 수목이다. 본교 어린이들도 침해 없이 훌륭한 성장하기를 바라는 뜻에서
  - 초록빛 목엽속에서 연한 배추색 꽃은 화려한 기색 없이 청초한 기품이 있다. 어린이들이 검소하고도 기품 있는 성장을 바라는 마음이 담겨 있다.

## 참고 자료
- 대전동광초등학교 - 한국교육학술정보원 학교알리미